# Paliárka
Paliárka (Dolní Paliárka) je zaniklá usedlost v Praze 5-Smíchově, která stála na západním rohu ulic Plzeňská a U Paliárky.

## Historie
Viniční usedlost získala jméno po svém majiteli, kterým byl italský stavitel Ignác Jan Nepomuk Palliardi (1737–1824). Ten měl usedlost v majetku v letech 1772–1806. Roku 1840 držel pozemky s nemovitostmi Johan Schabas a roku 1880 Anna Fiedlerová.
Koncem 19. století se usedlost nazývala Dolní Paliárkou (nedaleká Večkerka Horní Paliárkou). Zanikla ještě před 1. světovou válkou a na jejím místě stojí činžovní domy.